# Chatouille-moi, Elmo
Chatouille-moi, Elmo (Tickle Me Elmo) est une peluche pour enfants de la gamme Tyco-Preschool de la marque Tyco Toys. Elle est a l'effigie d'Elmo, personnage de la série télévisée 1, rue Sésame.
Lorsqu'elle est chatouillée la peluche se met à glousser. Après avoir été chatouillée trois fois de suite, Elmo commence à trembler et à rire hystériquement.
La peluche a remporté un franc succès lors de sa sortie aux États-Unis en 1996, poussant même certains parents à se battre littéralement pour l'avoir. Certaines poupées se sont même vendues 3 700 dollars au lieu des 28,99 dollars affichés en magasins.